# Tiszakeszi, Borsod-Abaúj-Zemplén
Tiszakeszi este un sat în districtul Mezőcsát, județul Borsod-Abaúj-Zemplén, Ungaria, având o populație de 2.689 de locuitori (2011). 

## Demografie
Componența etnică a satului Tiszakeszi
     Maghiari (93,86%)
     Romi (5,18%)
     Necunoscut (0,36%)
     Germani (0,6%)
     Alții (0,36%)
Componența confesională a satului Tiszakeszi
     Reformați (47,75%)
     Romano-catolici (17,26%)
     Fără religie (11,6%)
     Necunoscută (22,42%)
     Alte religii (4,24%)
Conform recensământului din 2011, satul Tiszakeszi avea 2.689 de locuitori. Din punct de vedere etnic, majoritatea locuitorilor (93,86%) erau maghiari, cu o minoritate de romi (5,18%). Apartenența etnică nu este cunoscută în cazul a 0,36% din locuitori. Nu există o religie majoritară, locuitorii fiind reformați (47,75%), romano-catolici (17,26%) și persoane fără religie (11,6%). Pentru 22,42% din locuitori nu este cunoscută apartenența confesională.